# Lorelei (roman)
Lorelei este un roman scris de Ionel Teodoreanu în anul 1935, cuprinzând 7 părți. Personajele principale sunt reprezentate de un profesor aristocratic, Catul Bogdan, și o fată tânără, Lucia Novleanu (poreclită și Lorelei, Luli-boy sau Luluța). 
Scrierea romanul s-a întins pe o perioadă de mai mulți ani, iar o mare parte din carte a fost redactată la malul mării. Romanul este cunoscut și pentru unele dintre cele mai frumoase scrisori de dragoste din literatura română, reprezentând schimburile de scrisori purtate între Lorelei și Catul Bogdan.

## Rezumat
Lorelei este de fapt porecla Luciei Novleanu, pe care i-o atribuie Gabriela Nei, prietena ei cea mai bună, atunci când îi descoperă înclinațiile și talentul artistic. Prietenia dintre cele două datează încă de pe băncile școlii, când copila Luli-boy o vizitează pe Gabriela la clasele mai mari la care aceasta învață. Un timp sunt despărțite, când Gabriela își urmează studiile la București, după care revine în Galați (orașul lor de proveniență) unde o găsește pe Luli schimbată, păstrând doar unele trăsături fizice din prietena ei din copilărie, aflată acum în pragul bacalaureatului pentru care se pregătește.
În timpul unei călătorii cu trenul în care cele două se întorc de la vie, tânăra Lucia Novleanu îi acordă ajutorul unui domn leșinat în tren, fără a avea cunoștință de identitatea acestuia, identitate pe care i-o relevă mai târziu Gabriela. Bărbatul respectiv era binecunoscutul Catul Bogdan, scriitor și profesor universitar.
În urma episodului din tren el se îndrăgostește instant de tânăra ce-i sărise în ajutor, pe care ajunge să o revadă printre băncile școlii, printre fetele ce-și susțin examenul la Limba și Literatura Romană.Își arată slăbiciunea pentru Luli favorizându-le pe toate. Legătura creată între ei se lărgește rapid, astfel că în patru zile Catul Bodan se prezintă în fața domnului Novleanu, tatăl Luciei, pentru a-i cere mâna fetei, cu care se căsătorește în cel mai scurt timp. Singura afectată direct de această știre este însă Gabriela, ce dezvoltase și ea în secret o pasiune pentru ilustrul scriitor.
După căsătorie începe o altă etapă a vieții lor. Catul Bogdan împreună cu tânăra lui soție se mută la Iași iar apoi pornesc într-o călătorie ce durează un an în care au parte de aventura vieții lor. Se întorc însă apoi în Iași, unde profesorul universitar constată că nu se mai ridică la nivelul celui care a fost. Se simte acum aflat la o răspântie decisivă: între mult-iubita lui soție, între postul de profesor și între talentul de scriitor, ce par că-l solicită toate. Oscilează periodic între acestea fiind uneori adus cu picioarele pe pământ de către Nathan Sabbetai, prietenul și ajutorul său, personaj simbol al echilibrului și înțelepciunii. 
Adevărata sa neliniște începe atunci când primește unele scrisori semnate de o oarecare Lorelei, încărcate de talent și emoție, cărora le cade ușor pradă fără a ști că sunt de fapt farsa soției sale prin intermediul Gabrielei, acum profesoară în Brașov. În momentul în care vizita acesteia este iminentă iar soțul său îi vede scrisoarea Gabrielei, Luli își dă seama că Lorelei, tizul său literar, se întruchipează acum în Gabriela, și invers, așa cum probabil că-și închipuie Catul Bogdan. Însă chiar în ziua sosirii Gabrielei are loc marea nenorocire, când în urma unui accident chirurgical Luli moare. Cu toate că deși neconsolat și cu un mare spațiu în inimă, Catul Bogdan se căsătorește cu Gabriela, femeia de ale cărei scrisori fusese fascinat. Fiind însă nefericit alături de aceasta și aflându-i adevărata identitate a misterioasei Lorelei începe să scrie romanul vieții sale. Când nu mai poate rezista se întoarce la Galați, însingurat, și se oferă Dunării, ca  un ultim sacrificiu pe care l-ar mai putea face.

### Cuprins
- Capitolul I - Pe harfa răsturnată a iubirilor tale, Vară...
- Capitolul II - Trupul și sufletul meu sunt începutul unui mare cântec...
- Capitolul III - ...Și tremurul mâinii care-l caută
- Capitolul IV - Prietenul Nathan
- Capitolul V - Anii mei tineri au sunat a cântec...
- Capitolul VI - ...Dar am trecut pe lângă el cu dragostea de mână...
- Capitolul VII - ...Și am rămas cu mâna întinsă ca a regelui Lear

## Personaje
- Catul Bogdan - profesor și scriitor, este poreclit Sultanul de Argint sau Tuli
- Lucia Novleanu - elevă de liceu, tânără și talentată, devenind apoi soția lui Catul Bogdan, este poreclită Lorelei, Luli-boy sau Luluța
- Gabriela Nei - profesoară de franceză și cea mai bună prietenă a Luciei Novleanu
- Nathan Sabbetai - prietenul și ajutorul lui Catul Bogdan, intelectual evreu, personaj simbol al echilibrului și înțelepciunii
- Smărăndița/Dadaia - dădaca Luciei Novleanu, cea care și-a dedicat viața creșterii ei
- Haziaica - femeie de serviciu, bătrâna care are grijă de casa lui Catul Bogdan

## Ediții
- 1935 - Ionel Teodoreanu. Lorelei, București, ed. Cartea Românească, 448 pag.
- 1970 - Ionel Teodoreanu. Lorelei, București, ed. Eminescu, Colecția „Romanul de dragoste”, 301 pag.
- 1971 - Ionel Teodoreanu. Lorelei, București, ed. Minerva, 313 pag.
- 1986 - Ionel Teodoreanu. Lorelei, București, ed. Eminescu, Colecția „Romanul de dragoste”, 301 pag.
- 1991 - Ionel Teodoreanu. Lorelei, București, ed. Minerva, Colecția „Arcade”, 292 pag., ISBN 973-210-268-3
- 1994 - Ionel Teodoreanu. Lorelei, Craiova, ed. Hyperion, 268 pag., ISBN 973-9157-19-X
- 2003 - Ionel Teodoreanu. Lorelei, București, ed, Editura 100+1 Gramar, Colecția „Eros. Romanul de dragoste”, 223 pag., ISBN 973-591-410-7
- 2009 - Ionel Teodoreanu. Lorelei, București, ed. Litera Internațional, Colecția „Biblioteca pentru toți” (Jurnalul Național), 313 pag., ISBN 978-973-675-601-6
- 2009 - Ionel Teodoreanu. Lorelei, Pitești, ed. Herra, 288 pag., ISBN 978-973-186-114-2
- 2011 - Ionel Teodoreanu. Lorelei, București, ed. Agora, 223 pag., ISBN 978-606-922-108-2
- 2017 - Ionel Teodoreanu. Lorelei, Chișinău, ed. Pro Libra, 254 pag.